# Sikaiana palaui
Sikaiana palaui är en insektsart som beskrevs av Ronald Gordon Fennah 1956. Sikaiana palaui ingår i släktet Sikaiana och familjen Derbidae. Inga underarter finns listade i Catalogue of Life.